# Episodi di Los Serrano (sesta stagione)
La sesta stagione della serie televisiva Los Serrano è stata trasmessa in anteprima in Spagna da Telecinco tra il 2 gennaio 2007 e il 3 luglio 2007.
| nº | Titolo originale                       | Titolo italiano | Prima TV Spagna  | Prima TV Italia |
| -- | -------------------------------------- | --------------- | ---------------- | --------------- |
| 1  | La pasión según Fructuoso              | inedito         | 2 gennaio 2007   | inedito         |
| 2  | Aquí huele a perro                     | inedito         | 9 gennaio 2007   | inedito         |
| 3  | Los puentes de la Alcarria             | inedito         | 16 gennaio 2007  | inedito         |
| 4  | El talonario de aquiles                | inedito         | 23 gennaio 2007  | inedito         |
| 5  | Il bambino della strada                | inedito         | 30 gennaio 2007  | inedito         |
| 6  | Amar es transigir                      | inedito         | 6 febbraio 2007  | inedito         |
| 7  | Los tres cerditos                      | inedito         | 13 febbraio 2007 | inedito         |
| 8  | Paseando a Miss Emilia                 | inedito         | 20 febbraio 2007 | inedito         |
| 9  | El declive del imperio Serrano         | inedito         | 27 febbraio 2007 | inedito         |
| 10 | Las fases del amor                     | inedito         | 6 marzo 2007     | inedito         |
| 11 | El rastrillo zen                       | inedito         | 13 marzo 2007    | inedito         |
| 12 | El jamón maltés                        | inedito         | 20 marzo 2007    | inedito         |
| 13 | El padrino IV                          | inedito         | 27 marzo 2007    | inedito         |
| 14 | Donde dije digo, digo Diego            | inedito         | 3 aprile 2007    | inedito         |
| 15 | Soy koala                              | inedito         | 10 aprile 2007   | inedito         |
| 16 | Ese olor tan característico...         | inedito         | 17 aprile 2007   | inedito         |
| 17 | Charol de leopardo                     | inedito         | 24 aprile 2007   | inedito         |
| 18 | Breve historia de la filosofía         | inedito         | 1º maggio 2007   | inedito         |
| 19 | Algo pasa con Celia                    | inedito         | 8 maggio 2007    | inedito         |
| 20 | Un año de soledad                      | inedito         | 15 maggio 2007   | inedito         |
| 21 | La sombra de la Candelaria es alargada | inedito         | 22 maggio 2007   | inedito         |
| 22 | La penitencia va por detrás            | inedito         | 29 maggio 2007   | inedito         |
| 23 | La mano amiga                          | inedito         | 5 giugno 2007    | inedito         |
| 24 | Siempre positivo, nunca negativo       | inedito         | 12 giugno 2007   | inedito         |
| 25 | La parábola del hijo prófugo           | inedito         | 19 giugno 2007   | inedito         |
| 26 | Dos mujeres y un Serrano               | inedito         | 26 giugno 2007   | inedito         |
| 27 | Última llamada para Diego Serrano      | inedito         | 3 luglio 2007    | inedito         |